# Futbol'nyj Klub Dynamo Kyïv 2008-2009
Questa voce raccoglie le informazioni riguardanti il Futbol'nyj Klub Dynamo Kyïv, meglio conosciuta come Dinamo Kiev, nelle competizioni ufficiali della stagione 2008-2009.

## Stagione
La Dinamo Kiev, allenata da Jurij Sëmin, conclude la stagione vincendo il suo tredicesimo campionato ucraino. In coppa nazionale viene invece eliminata in semifinale dallo Šachtar. In Champions League il cammino dei bianco-blu si conclude nella fase a gironi col terzo posto, che garantisce il prosieguo in Coppa UEFA. In questa competizione la Dinamo si arrende in semifinale contro i connazionali dello Šachtar. In Supercoppa d'Ucraina la Dinamo Kiev viene sconfitta ai rigori sempre dalla squadra di Donec'k.

## Maglie e sponsor
|  | Casa |  | Trasferta |

## Rosa

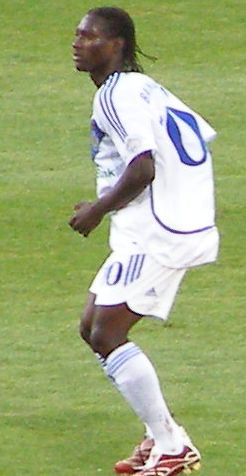
Ismaël Bangoura, con 19 gol, è il miglior marcatore della stagione

| N. |                       | Ruolo | Calciatore            |
| -- | --------------------- | ----- | --------------------- |
| 1  | Ucraina (bandiera)    | P     | Oleksandr Šovkovs'kyj |
| 2  | Ucraina (bandiera)    | D     | Oleh Dopilka          |
| 3  | Brasile (bandiera)    | D     | Betão                 |
| 4  | Romania (bandiera)    | C     | Tiberiu Ghioane       |
| 5  | Croazia (bandiera)    | C     | Ognjen Vukojević      |
| 6  | Croazia (bandiera)    | D     | Goran Sablić          |
| 7  | Brasile (bandiera)    | C     | Corrêa                |
| 8  | Ucraina (bandiera)    | A     | Oleksandr Aliyev      |
| 9  | Ucraina (bandiera)    | C     | Mykola Morozyuk       |
| 10 | Guinea (bandiera)     | A     | Ismaël Bangoura       |
| 11 | Finlandia (bandiera)  | D     | Roman Erëmenko        |
| 12 | Nigeria (bandiera)    | A     | Frank Temile          |
| 15 | Senegal (bandiera)    | D     | Pape Diakhaté         |
| 16 | Uzbekistan (bandiera) | A     | Maksim Shatskikh      |
| 17 | Ucraina (bandiera)    | D     | Taras Mykhalyk        |
| 18 | Ucraina (bandiera)    | P     | Vitaliy Reva          |
| 19 | Ucraina (bandiera)    | C     | Denys Harmash         |

| N. |                     | Ruolo | Calciatore          |
| -- | ------------------- | ----- | ------------------- |
| 20 | Ucraina (bandiera)  | C     | Oleh Husyev         |
| 21 | Ucraina (bandiera)  | P     | Taras Lucenko       |
| 22 | Ucraina (bandiera)  | A     | Artem Kravets       |
| 23 | Ucraina (bandiera)  | D     | Oleksandr Romanchuk |
| 25 | Ucraina (bandiera)  | A     | Arcëm Mileŭski      |
| 26 | Ucraina (bandiera)  | D     | Andriy Nesmachniy   |
| 30 | Marocco (bandiera)  | D     | Badr El Kaddouri    |
| 31 | Ucraina (bandiera)  | P     | Stanyslav Bohush    |
| 32 | Georgia (bandiera)  | D     | Malkhaz Asatiani    |
| 33 | Nigeria (bandiera)  | A     | Emmanuel Okoduwa    |
| 36 | Serbia (bandiera)   | C     | Miloš Ninković      |
| 37 | Nigeria (bandiera)  | C     | Ayila Yussuf        |
| 49 | Ucraina (bandiera)  | A     | Roman Zozulja       |
| 50 | Romania (bandiera)  | C     | Florin Cernat       |
| 55 | Ucraina (bandiera)  | P     | Oleksandr Rybka     |
| 70 | Ucraina (bandiera)  | A     | Andrij Jarmolenko   |
| 99 | Lettonia (bandiera) | A     | Māris Verpakovskis  |

## Risultati

### Champions League

#### Preliminari
| Arbitro: | Oddvar Moen |

|            |           |                         |
| Hughes 47’ | Marcatori | 23’ Mychalyk 86’ Alijev |

| Arbitro: | Çakır |

|                                |           |                                  |
| Alijev 13’ Mileŭski 73’ (rig.) | Marcatori | 41’ (rig.) Robinson 87’ Gartland |

| Arbitro: | Hansson |

|            |           |                                     |
| Baženov 5’ | Marcatori | 28’, 47’ Bangoura 45’, 86’ Mileŭski |

| Arbitro: | Rosetti |

|                                          |           |            |
| Alijev 4’ Bangoura 24’ Mileŭski 49’, 78’ | Marcatori | 47’ Dzjuba |

#### Fase a gironi
| Arbitro: | Medina Cantalejo |

|                     |           |            |
| Bangoura 64’ (rig.) | Marcatori | 88’ Gallas |

| Istanbul 30 settembre 2008, ore 20:45 CEST Gruppo G – 2ª giornata | Fenerbahçe | 0 – 0 referto | Dinamo Kiev | Stadio Şükrü Saraçoğlu (35 112 spett.)\| Arbitro: \| Einwaller \| |
| Arbitro:                                                          | Einwaller  |               |             |                                                                   |

| Arbitro: | Hauge |

|  |           |            |
|  | Marcatori | 27’ Alijev |

| Arbitro: | Plautz |

|              |           |                         |
| Mileŭski 21’ | Marcatori | 69’ Rolando 90+1’ Lucho |

| Arbitro: | Hamer |

|              |           |  |
| Bendtner 87’ | Marcatori |  |

| Arbitro: | Meyer |

|              |           |  |
| Erëmenko 20’ | Marcatori |  |

### Coppa UEFA

#### Fase a eliminazione diretta
| Arbitro: | Gumienny |

|                   |           |          |
| Albiol 63’ (aut.) | Marcatori | 9’ Silva |

| Arbitro: | Skomina |

|                            |           |                  |
| Marchena 45’ del Horno 54’ | Marcatori | 34’, 74’ Kravec' |

| Arbitro: | Riley |

|               |           |  |
| Vukojević 54’ | Marcatori |  |

| Arbitro: | Duhamel |

|                                  |           |                                  |
| Sljusar 29’ Jajá 56’ Acevedo 70’ | Marcatori | 68’ Sablić 79’ (aut.) Berezovčuk |

| Parigi 9 aprile 2009, ore 20:45 CEST Quarti di finale – Andata | Paris Saint-Germain | 0 – 0 referto | Dinamo Kiev | Parco dei Principi (41 000 spett.)\| Arbitro: \| Vink \| |
| Arbitro:                                                       | Vink                |               |             |                                                          |

| Arbitro: | De Bleeckere |

|                                               |           |  |
| Bangoura 4’ Landreau 15’ (aut.) Vukojević 61’ | Marcatori |  |

| Arbitro: | Plautz |

|                        |           |                 |
| Čyhryns'kyj 22’ (aut.) | Marcatori | 68’ Fernandinho |

| Arbitro: | Benquerença |

|                        |           |              |
| Jádson 17’ Ilsinho 89’ | Marcatori | 47’ Bangoura |

### Supercoppa d'Ucraina
| Arbitro: | Stark |

|                                          |                      |                                     |
| Čyhryns'kyj 38’                          | Marcatori            | 5’ Mileŭski                         |
| Fernandinho Raț Čyhryns'kyj Srna Brandão | Tiri di rigore 5 – 3 | Jarmolenko Diakhaté Ninković Alijev |

## Statistiche

### Statistiche di squadra
| Competizione         | Punti | Totale | Totale | Totale | Totale | Totale | Totale | DR  |
| Competizione         | Punti | G      | V      | N      | P      | Gf     | Gs     | DR  |
| -------------------- | ----- | ------ | ------ | ------ | ------ | ------ | ------ | --- |
| Prem"jer-lіha        | 79    | 30     | 26     | 1      | 3      | 71     | 19     | +52 |
| Coppa d'Ucraina      | -     | 4      | 3      | 0      | 1      | 11     | 2      | +9  |
| Champions League     | 8     | 10     | 5      | 3      | 2      | 16     | 9      | +7  |
| Coppa UEFA           | -     | 8      | 2      | 4      | 2      | 11     | 9      | +2  |
| Supercoppa d'Ucraina | -     | 1      | 0      | 1      | 0      | 1      | 1      | 0   |
| Totale               | 87    | 53     | 36     | 9      | 7      | 110    | 40     | +70 |